# Taphrinales
Ordre
Les Taphrinales forment un ordre de champignons appartenant à la classe des Taphrinomycetes

## Liste des familles
Selon Catalogue of Life (20 novembre 2014) :
- famille Protomycetaceae
- famille Taphrinaceae

## Liste des familles, genres et espèces
Selon NCBI (20 novembre 2014) :
- famille Protomycetaceae
  - genre Protomyces
    - Protomyces gravidus
    - Protomyces inouyei
    - Protomyces inundatus
    - Protomyces lactucaedebilis
    - Protomyces macrosporus
    - Protomyces pachydermus
- famille Taphrinaceae
  - genre Taphrina
    - Taphrina alni
    - Taphrina amentorum
    - Taphrina americana
    - Taphrina betulina
    - Taphrina bullata
    - Taphrina caerulescens
    - Taphrina californica
    - Taphrina carnea
    - Taphrina carpini
    - Taphrina communis
    - Taphrina confusa
    - Taphrina dearnessii
    - Taphrina deformans
    - Taphrina epiphylla
    - Taphrina farlowii
    - Taphrina flavorubra
    - Taphrina insititiae
    - Taphrina johansonii
    - Taphrina kruchii
    - Taphrina letifera
    - Taphrina maculans
    - Taphrina mirabilis
    - Taphrina mume
    - Taphrina nana
    - Taphrina padi
    - Taphrina polystichi
    - Taphrina populi-salicis
    - Taphrina populina
    - Taphrina pruni
    - Taphrina pruni-subcordatae
    - Taphrina purpurascens
    - Taphrina rhizophora
    - Taphrina robinsoniana
    - Taphrina sacchari
    - Taphrina sadebeckii
    - Taphrina tormentillae
    - Taphrina tosquinetii
    - Taphrina ulmi
    - Taphrina vestergrenii
    - Taphrina virginica
    - Taphrina wiesneri
    - genre Lalaria
      - Lalaria arrabidae
      - Lalaria inositophila
      - Lalaria kurtzmanii
      - Lalaria veronaerambellii